# ایراکوارا
ایراکوارا (به پرتغالی: Iraquara) یک منطقهٔ مسکونی در برزیل است که در باهیا واقع شده‌است. ایراکوارا ۸۰۰٫۳۳۲ کیلومتر مربع مساحت و ۲۵٬۴۷۸ نفر جمعیت دارد.